# Monay (parroquia de Cuenca)
Monay es una parroquia urbana perteneciente al Cantón Cuenca, Provincia del Azuay, en Ecuador. Está ubicada al este de la ciudad, cerca del Hospital José Carrasco Arteaga. Para acceder a esta parroquia se cuenta con vías pavimentadas de primer y segundo orden, además está conectada a la Autopista Cuenca-Azogues.

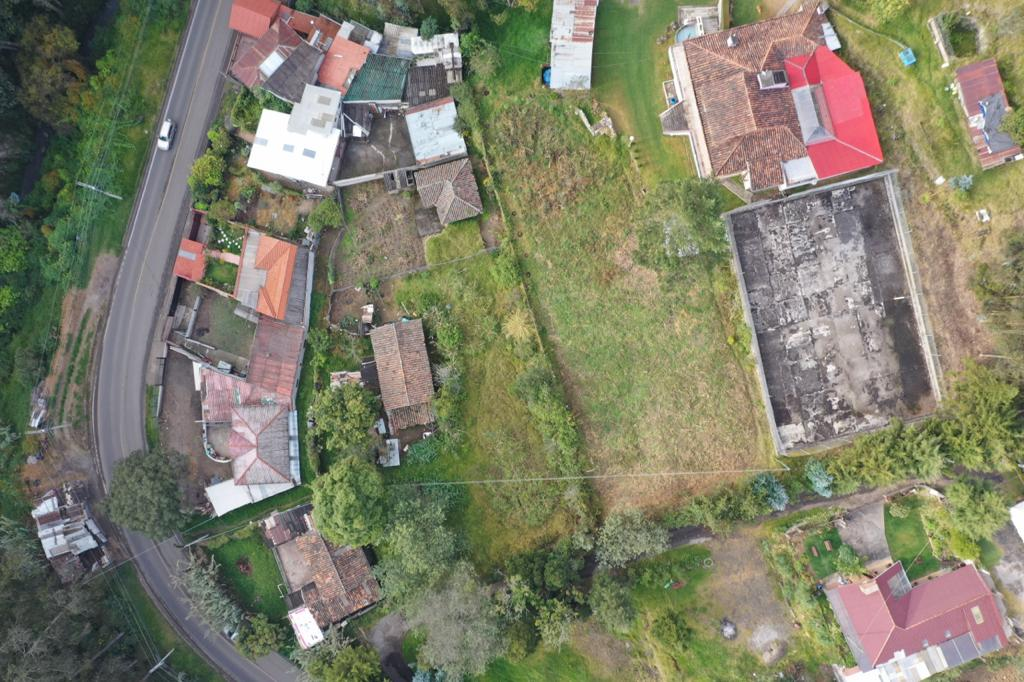
Via de segundo orden en la Parroquia Monay

## Generalidades

### Comercio
La parroquia Monay tiene una gran cantidad de comercios en diferentes ámbitos, ya que se encuentra cerca del centro de la ciudad se ha convertido en una parroquia que atrae a varias familias, además de su cercanía al Hospital José Carrasco Arteaga. Uno de sus principales atractivos es el centro comercial Monay Shopping Center, el cual es parte de una cadena muy importante a nivel nacional.
Además, esta parroquia busca reconectarse con el sentido de comunidad, mediante actividades comunales que se desarrollan en sus sitios comunes.